# Красильников, Николай Александрович
Никола́й Алекса́ндрович Краси́льников (6 [18] декабря 1896, дер. Подвески, Калужская губерния — 11 июля 1973, Москва) — советский микробиолог, бактериолог и почвовед, внёс существенный вклад в изучение актиномицетов. Занимался также межвидовыми взаимодействиями бактерий, актиномицетов и высших растений, был одним из первых исследователей микробного антагонизма.

## Биография
В 1926 году окончил Ленинградский медицинский институт, с 1929 года работал в Институте микробиологии Академии наук СССР, занимаясь изучением актиномицетов. В 1939 году написал монографию «Лучистые грибки и родственные им организмы», в 1939 году выделил первый антибиотик актиномицетного происхождения (мицетин), в 1941 году создал определитель актиномицетов, а в 1949 году — бактерий, основанный на новой оригинальной классификации.
С 1946 года член-корреспондент Академии наук СССР.
Красильников открыл антибиотик аспергиллин.
Красильников обобщил результаты своей многолетней работы в монографиях «Актиномицеты-антагонисты и антибиотические вещества» (1950) и «Антагонизм микробов и антибиотические вещества» (1958).
Красильников стал основателем кафедры биологии почв биолого-почвенного факультета Московского государственного университета (сейчас кафедра входит в состав факультета почвоведения МГУ) и 20 лет (1953—1973) был её заведующим. Работая на кафедре, Красильников изучал распределение микроорганизмов в почвах, их роль в почвообразовании и влияние на высшие растения. В 1958 году издал книгу «Микроорганизмы почвы и высшие растения», где высказал многие впоследствии экспериментально подтверждённые гипотезы.

## Семья
- Жена (сентябрь 1931) — Екатерина Николаевна, урождённая Моисеева, племянница профессора М. В. Черноруцкого, рентгенолог[4]
  - Дочь — Татьяна (1936 г. р.)[4]
  - Дочь — Елена (1940[4]—2021), микробиолог[5]

## Награды
- Орден Ленина
- 2 ордена Трудового Красного Знамени (в том числе 10.06.1945)
- Сталинская премия третьей степени (1951) за научный труд «Определитель бактерий и актиномицетов» (1949)
- Премия имени И. И. Мечникова (1951) за работу «Актиномицеты-антагонисты и антибиотические вещества» (1950)[6]
- Заслуженный деятель науки РСФСР (1957)

## Память
Портрет Красильникова есть в портретной галерее выдающихся микробиологов мира при Пастеровском институте.

## Научные труды
- Микробиологические основы бактериальных удобрений. М., 1945;
- Актиномицеты-антагонисты и антибиотические вещества. М.; Л., 1950;
- Антагонизм микробов и антибиотические вещества. М., 1958;
- Микроорганизмы почвы и высшие растения. М., 1958;
- Лучистые грибки. Высшие формы. М., 1970[7].
- Krasil’nikov N.A. SOIL MICROORGANISMS AND HIGHER PLANTS. Translated by: Dr. Y. Halperin, 1961 (в переводе на английский)